# Las elegidas
Las elegidas es una película de México y Francia de 2014 dirigida por David Pablos. Es una producción de Canana Films, Manny Films, Televisa y Krafty Films por Pablo Cruz, Philippe Gompel y Brirgit Kemmer. Se estrenó el 18 de mayo de 2015 en el Festival de Cine de Cannes y narra la historia de una pareja de jóvenes que se ven inmersos en el terrible negocio de la trata de mujeres. Se presentó también en los festivales de cine de Zúrich y San Sebastián además de tener 13 nominaciones a los premios Ariel, incluidas Mejor película, Mejor director y Revelaciones femenina y masculina.

## Sinopsis
Sofía y Ulises son una pareja de jóvenes que vive en Tijuana, una ciudad fronteriza en México. Sofía vive con su madre y su hermano mientras que su novio, Ulises vive con sus padres y aparentemente son una familia normal. La familia de Ulises se dedica al tráfico de mujeres. El padre de Ulises lo obliga a entrar al negocio y es así como Sofía se convierte en la primera víctima de su novio. Ulises se enamoró de Sofía, así que intenta sacarla del infierno al que él mismo la metió. Mientras que Ulises busca la manera de rescatarla, Sofía tendrá que sufrir los horrores de la trata de personas.

## Reparto
- Nancy Talamantes como Sofía.
- Óscar Torres como Ulises.
- Leidi Gutiérrez como Martha.
- José Santillán Cabuto como Héctor.
- Edward Coward como Marcos.
- Susana Pérez como Karla.
- Gisela Madrigal como Paula.
- Jorge Calderón
- Yesenia Meza como Fabiola.
- Francisca Ávila